# Sagra del Tataratà
La Sagra del Tataratà si svolge a Casteltermini in provincia di Agrigento, tradizionalmente la quarta domenica di maggio (anteriormente al 1667 veniva festeggiata il 3 maggio). La sagra si inserisce nella “festa di Santa Croce”.

## Origini
La sagra del Tataratà è una manifestazione folkloristica siciliana secolare che trova le sue origini nell'esistenza di popolazioni arabe abitanti i casali del territorio, ancor prima del 1629, anno in cui il principe Gian Vincenzo Maria Termini fondò il comune di Casteltermini. La festa nasce dal rinvenimento, seconda la leggenda, di una croce di legno sepolta in aperta campagna. Leggenda vuole che una vacca, ogni giorno si inginocchiasse in un preciso punto della campagna di  Chiuddia, i pastori incuriositi scavarono in quel punto e trovarono la Croce. Nello stesso luogo venne eretta una chiesa in suo onore, l'eremo di Santa Croce, dove tutt'oggi è conservata la venerata Croce. Dal ritrovamento della croce nasce quindi la "festa di Santa Croce", inizialmente celebrata con una festa campestre ogni giorno 3 del mese di maggio e successivamente al 1667 ogni IV domenica di maggio.
Le varie corporazioni paesane (i cosiddetti ceti) organizzarono la nuova festa e stabilirono che una di esse, quella delle Maestranze, la sera della vigilia si recasse all'eremo a prelevare la croce con una processione che, data la distanza dal paese, circa 3 km, doveva svolgersi necessariamente a cavallo, e che l'indomani, a festa conclusa, le altre corporazioni (Celibi, Borgesi e Pecorai) riaccompagnassero la croce all'eremo con una sontuosa cavalcata. La chiesetta campestre di Santa Croce conservò così da sempre questo oggetto di culto. La croce ha un aspetto suggestivo. È in legno di quercia, alta 3,49 metri ed ha un'apertura di bracci di 2,5 metri. I due trochi sono uniti da tre chiodi di ferro, al disopra della croce si legge la scritta INRI e sul patibolo si legge "Ecce crucem domini nostri Jesu Christi fugite partes adversae vicit leo de tribu juda".

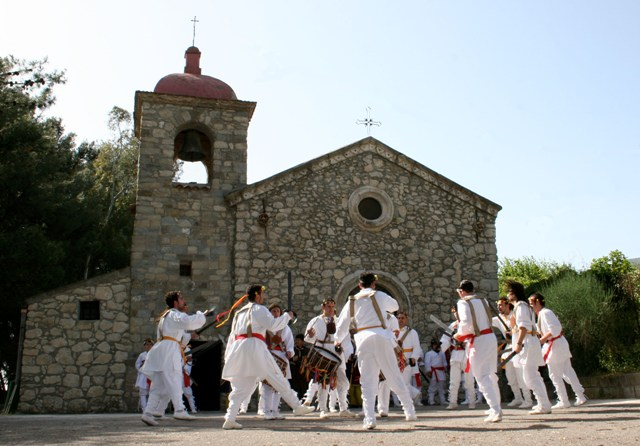
L'Eremo di Santa Croce

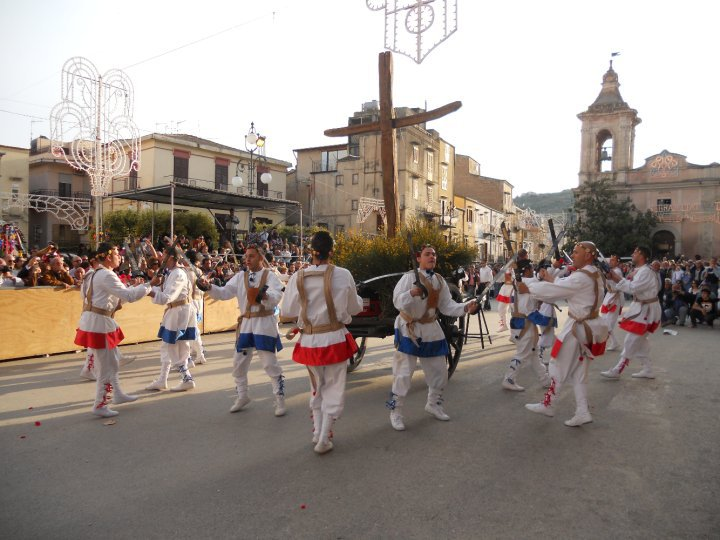
La croce paleocristiana e il Tataratà

## La croce
Nel 1984, su iniziativa del castelterminese prof. Francesco Lo Verde, fu prelevato dallo stipite un campione di legno della croce, per essere esaminato dall'Istituto Internazionale per le Ricerche geofisiche di Pisa, fra i migliori d'Europa. L'esame condotto, ha dato lo strabiliante risultato che la quercia, del cui legno è fatta la croce, è stata recisa nell'anno 12 d.C. con un'incertezza massima di appena 70 anni. Questo esame dimostrerebbe che la croce di Casteltermini risulta essere la più antica croce lignea paleocristiana al mondo.
Questa datazione, in anni più recenti, è stata però sconfessata dalle analisi fatte svolgere dal comune di Casteltermini assieme all'equipe della Soprintendenza dei Beni Culturali ed Ambientali di Agrigento presso l'Istituto Internazionale CIRCE di Napoli: i risultati hanno stabilito che il legno dei due bracci della croce (patibolo quello orizzontale, e stipite quello verticale) sono databili negli anni tra il 1634 e il 1665.

## Lo svolgimento
La festa inizia con il rullo dei tamburi e l'ingresso in paese delle quattro corporazioni o ceti, che anticamente riunivano i cittadini: la Maestranza, i Celibi, i Borgesi e i Pecorai, ogni domenica dopo la Pasqua, sino alla domenica della Festa. Il venerdì della festa, i quattro ceti: Celibi, Pecorai, Borgesi e Maestranza, depongono corone di fiori al monumento dei caduti in piazza Duomo, accompagnati dalle rispettive bande musicali. La sera, nelle case dei rispettivi cassieri si tiene l'asta che assegna i posti nella cavalcata del sabato e della domenica. Il sabato della festa, il capitano, il sergente e l'alfiere (portatori di insegne) aprono la sfilata a cavallo del ceto della Maestranza, seguiti dagli altri cavalcanti. La mattina della domenica della festa, i quattro ceti si riuniscono in chiesa Madre per la solenne celebrazione eucaristica in onore della Santa Croce.
Al termine della messa, palianti (ceto Pecorai e ceto Borgesi) e stendardiere (ceto Celibi) si incamminano in processione verso la propria abitazione accompagnati da damigelle in abiti secenteschi; mentre il capitano, il sergente e l'alfiere si affacciano dal palazzo municipale per esporre le rispettive insegne (una spada, una lancia e una bandiera). La sera sfilano a cavallo i ceti dei Celibi, Borgesi e Pecorai; ogni paliante e stendardiere a cavallo di un mulo bianco, depongono all'altare della chiesa Madre un mazzo di fiori. La festa si conclude con la benedizione dei palii e stendardi, insieme ai rispettivi ceti, in piazza Duomo.
Alla festa partecipava e partecipa tutt'oggi il Tataratà che, in una delle sue interpretazioni più valutate, viene visto come una storicizzazione, sotto forma di moresca, di un primitivo rito propiziatorio della primavera; di certo si accostò alla croce nei primi decenni del cristianesimo e ad essa si è accompagnato nei secoli.

## Ministero del lavoro
La sagra del Tataratà è inserita in un progetto del Ministero del lavoro e delle politiche sociali, in collaborazione con l'UNPLI (Unione nazionale delle pro loco d'Italia) e con l'UNESCO, volta a valorizzare le tradizioni dei comuni italiani che stentano a rendersi visibili su scala nazionale.